# Parijse Commune (1789-1795)

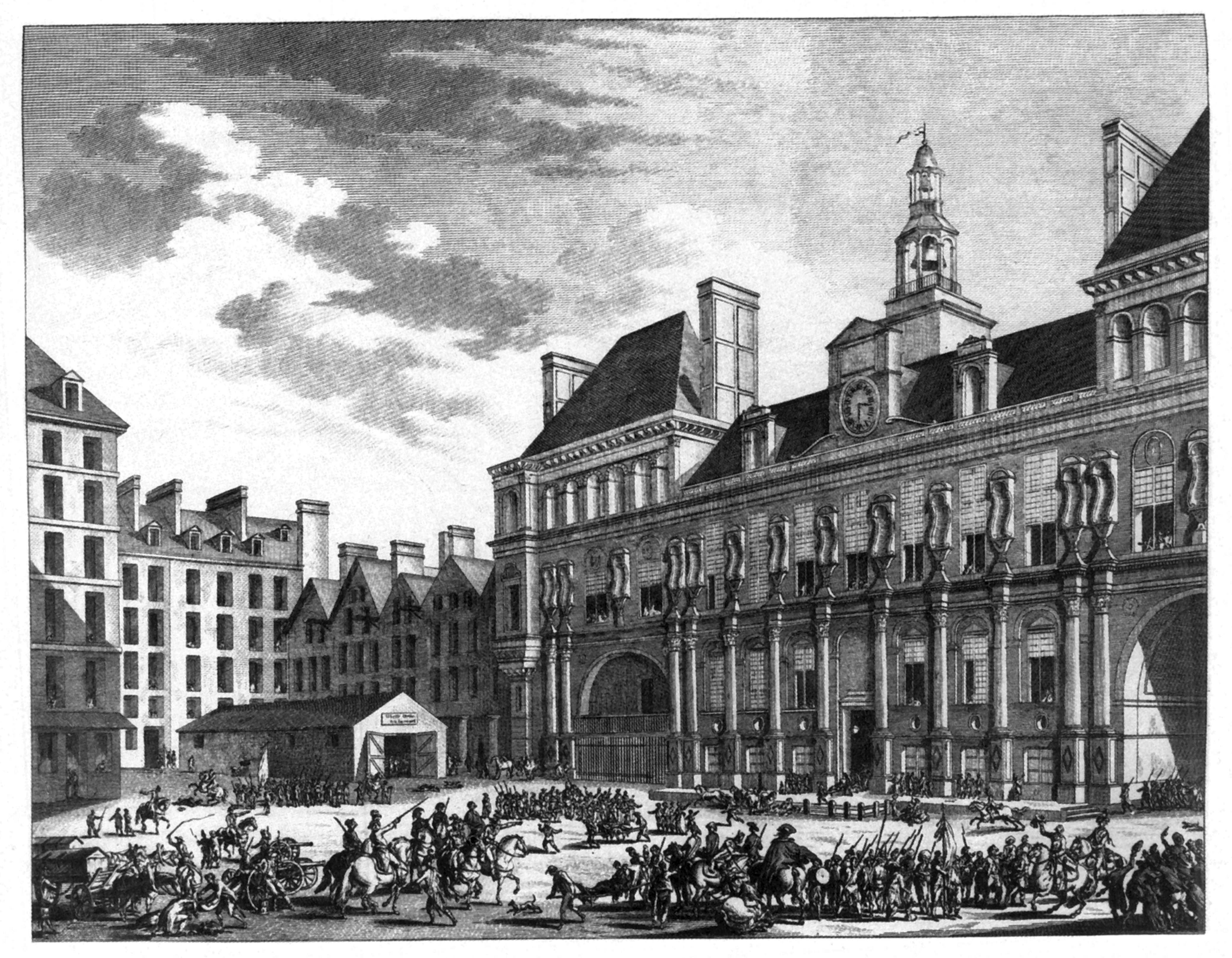
Het volk voor het stadhuis

De Parijse Commune was het revolutionaire stadsbestuur van Parijs in de jaren 1789-1795. Ze ontstond na de bestorming van de Bastille en werd gelegaliseerd in 1790 (Commune légale). Ze kreeg een burgemeester (maire) en een Algemeen Comité, verkozen in de secties. Na de bestorming van de Tuilerieën in 1792 had de Commune een opstandig karakter (Commune insurrectionnelle). Ze was toen het bolwerk van de sansculotten en de montagnards. Onder de Thermidoriaanse Reactie werden haar leiders geëxecuteerd en de grondwet van 1795 maakte ook aan haar wettelijke bestaan een einde.

## Geschiedenis
De oorspronkelijke Commune werd opgericht op 15 juli 1789, de dag na de bestorming van de Bastille. De astronoom Jean Sylvain Bailly werd bij acclamatie verkozen tot de eerste burgemeester ervan. De Markies de la Fayette kreeg het commando over de burgerwacht.
De Commune van Parijs bestond aanvankelijk uit 60 secties, overeenkomend met de districten. Op 27 juni 1790 kreeg ze een wettelijke grondslag. Het aantal secties werd herleid tot 48 en de actieve burgers daarin verkozen een burgemeester (maire) en een Algemene Raad (Conseil général). Elke sectie had een civiel comité, een revolutionair comité, een procureur-syndicus, een politiecommissaris en een vrederechter. Al deze functionarissen werden verkozen in primaire vergaderingen. De secties hadden ook een gewapende macht en politieke agenten. Ze zonden commissarissen naar het Parijse stadhuis, die naast het wettige gemeentebestuur functioneerden en het uiteindelijk vervingen. Revolutionaire clubs als de Club des Jacobins en de Club des Cordeliers probeerden de Commune onder controle te krijgen.
Op 17 juli 1791 zette Bailly de nationale garde in tegen betogers op het Champ-de-Mars, die de afzetting van de koning eisten. In november werd Bailly afgezet. Zijn opvolger werd Jérôme Pétion de Villeneuve, die het in de verkiezingen haalde van La Fayette.
In de nacht van 9 augustus 1792 bezetten de Jacobijnse volksvertegenwoordigers, sansculotten van de Parijse secties en het legertje uit Marseille het stadhuis en riepen de "Commune insurrectionnelle" uit, de opstandige Commune van 1792, gedomineerd door de sansculotten, met twee keer zoveel ambachtslieden en advocaten als voorheen. Op 10 augustus volgde de Bestorming van de Tuilerieën. De Législative moest de commune wel erkennen, die de steun had van de montagnards. Er ontstond een competentiestrijd met de Uitvoerende Raad, de voorlopige regering.
Nadat de koning op 13 augustus 1792 was gevangengezet in de Tour du Temple, raakte de Assemblée Législative in strijd met de commune. De commune eiste de instelling van een buitengewone strafrechtbank om te oordelen over contrarevolutionaire misdrijven en verraad aan de vijand. De commune riep Jacques Pierre Brissot ter verantwoording, vervolgens barstte de aanval van de girondijnen op de van wederrechtelijke machtsuitoefening en dictatuur beschuldigde commune los. Op 16 augustus verbood de commune alle processies en openbare godsdienstige ceremoniën. De Commune en de secties, die zich te buiten waren gegaan bij huiszoekingen, werden op 30 augustus per decreet opgeheven. Dit conflict had grote invloed op het verloop van de Revolutie. Geleidelijk ontstond er een uitzonderingstoestand; er werd een uitgaansverbod ingesteld. De Verkiezingen voor de Franse Nationale Conventie 1792, tussen 2 en 10 september, zouden echter gewoon doorgaan.
Op 2 september 1792 werd de stad Parijs verschanst, tegen de Oostenrijkse legers die waren opgetrokken tot Verdun, waarna de stad capituleerde. De leiders van de girondijnen achtten de militaire toestand hopeloos en ze dachten erover met de regering Parijs te verlaten. Jean-Paul Marat had de vrijwilligers aangeraden de hoofdstad niet te verlaten zonder eerst de vijanden van het volk hun gerechte straf te hebben doen ondergaan. Vervolgens kwam het tot de Septembermoorden waarbij honderden gevangenen werden vermoord.
De commune blies de nationale verdediging nieuw leven in. Zij vorderde wapens en paarden, klokken en kerkelijk zilver en beroofde het koninklijke meubelmagazijn. Zij organiseerde ateliers waarin men kleding voor de troepen vervaardigde. Pétion werd benoemd tot afgevaardigde naar de Conventie en trad af als burgemeester.
De sansculotten eisten beperking op eigendom en economische vrijheid. Al op 29 november 1792 eiste de commune een maximum broodprijs, die op 4 mei is gerealiseerd. Acties tot loonsverhoging werden onderdrukt met behulp van de Wet Le Chapelier.
De Nationale Conventie stelde op 18 mei 1793 een Commissie van Twaalf in om de Commune en de secties te kortwieken. Haar substituut-procureur Jacques-René Hébert, ook redacteur van het opruiende blad Le ère Duchesne, werd op 24 mei met Varlet gearresteerd. De volgende dag eiste de Commune hun vrijlating.  Het conflict eindigde in de val van de girondijnen.
Op 4 september kwam het tot een uitbarsting van volkswoede vanwege de gestegen prijzen. Op 5 september werd het Schrikbewind ingesteld. Verdacht waren ook zij die hun inkomen niet konden verantwoorden. De Commune verzorgde de distributie van levensmiddelen en rantsoenkaarten. Eind oktober werden verschillende leden van de Comité van algemene veiligheid en welzijn de provincie in gezonden om actief verzet tegen de Jacobijnen de kop in te drukken. Op 23 november werd alle kerken gesloten door de commune. De godsdienst werd vervangen door de Cultus van de Rede.
De commune stond vanaf 30 maart 1794 onder invloed van Robespierre. Op 1 april werd de commune gezuiverd en geleid door de Brusselaar Fleuriot-Lescot, een volgeling van Robespierre. De prijsbeheersing was een aanfluiting geworden en de zwarte markt tierde welig. Op 26 juli hield Robespierre, die weken niet aanwezig was geweest, een lange toespraak in de Conventie. Op 27 juli kreeg Robespierre niet het woord; er was inmiddels door Joseph Fouché en Jean Lambert Tallien een complot georganiseerd om hem ten val te brengen.
Namens de commune van Parijs werden de arrestanten bevrijd en naar het stadhuis geleid. De commune liet de stormklokken luiden, maar het volk kwam niet op de been. 's Nachts overmeesterde Paul Barras het stadhuis. De commune was overwonnen zonder zich verdedigd te hebben. Couthon kroop onder de tafel. Augustin, de broer van Robespierre sprong uit het raam en brak zijn beide benen, Lebas schoot zich een kogel door het hoofd. Robespierre had een verbrijzelde kaak, de oorzaak is onduidelijk. Dit was de machtsgreep van 9 Thermidor van het jaar II (27 juli 1794).
De volgende middag werden Robespierre, Saint-Just, Couthon en 19 anderen geguillotineerd. Toen zijn hoofd aan de menigte werd getoond, brak een gejuich uit dat maar niet wilde ophouden. De club der Jacobijnen werd gesloten. De bevoegdheden van de Commune van Parijs werden overgeheveld naar nationale instanties, tot de definitieve hertekening in 1795.